# Det olympiske flygtningehold
I marts 2016 erklærede præsidenten for Internationale Olympiske Komité (IOC) Thomas Bach, at IOC ville vælge fem til ti flygtninge til at konkurrere ved OL i Rio i 2016, i forbindelse med den "verdensomspændende flygtningekrise", hvoraf flygtningekrisen i Europa var en fremtrædende del. 
IOC fortsatte denne holdning ved OL i Tolyo i 2020 og udvidede ved denne lejlighed det olympiske flygtninge hold til mere end det femdobbelte i størrelse. 
Nærmere detaljer kan ses på:
- Olympiske flygtningehold ved sommer-OL 2016
- Olympiske flygtningehold ved sommer-OL 2020